# Estadio Víctor Manuel III
El Estadio Víctor Manuel III fue el estadio de fútbol principal del Club Circolo Sportivo Italiano. Se encontraba ubicado en el distrito de Pueblo Libre, Lima. Su apertura fue el 15 de junio de 1922 y su clausura ocurrió el 24 de mayo de 1940, luego que el terremoto de Lima de ese año dañara el total de su estructura. Contaba con una capacidad o aforo total para 20000 espectadores. 
Llevaba su nombre en honor al rey Víctor Manuel III, referente de la comunidad italoperuana. Fue el segundo estadio propio de un club de fútbol peruano, luego del estadio Guadalupe del Unión Cricket.Asimismo, fue el primer estadio con medidas reglamentarias en el Perú y el primero con iluminación artificial de los países sudamericanos del Pacífico.

## Historia
El Círcolo Sportivo Italiano, como una entidad deportiva, fue fundado en 1917 por la comunidad italiana radicada en la ciudad de Lima. 
A la institución se podía integrar cualquier italiano de primera o segunda generación, o toda persona de apellido italiano que demostrara respetar su herencia italiana. Siendo su primera sede la ubicaba en la calle Belén 1094, inaugurada el 24 de octubre en el Centro de Lima. 
Con el éxito de la convocatoria y el aumento de inscripciones, en muy poco tiempo, la sede se mudó a un terreno en el Fundo Desamparado, entre las avenidas Brasil y Bolívar, actualmente en el distrito de Pueblo Libre. Debido al carácter multidisciplinario del club se propuso realizar un estadio que incluya la práctica de estos deportes, principalmente del fútbol.
El 15 de junio de 1922 fue inaugurado con presencia del presidente de la República, Augusto Leguía, con una capacidad de 20 000 espectadores. El estadio fue el primero en el Perú que tenía las medidas reglamentarias para la práctica del fútbol, asimismo, disponía de un velódromo.
El 1 de febrero de 1930, se estrenó el sistema de iluminación para disputar partidos nocturnos con el partido amistoso entre el Circolo Sportivo Italiano y el Hidroaviación, este hecho lo convirtió el primer estadio con esta característica entre los países sudamericanos del Pacífico.
El 24 de mayo de 1940, su estructura de madera fue dañada considerablemente por lo que se cerró y no se reconstruyó. 
Actualmente, el espacio es ocupado por otras edificaciones del club. Solo quedó una porción del campo de fútbol donde se sigue realizando la práctica de este deporte.